# 宇佐美一宝
宇佐美 一宝（一寶、うさみ いっぽう / かずとみ、1865年12月18日（慶応元年11月1日）- 1953年（昭和28年）12月5日）は、明治期から昭和前期の農業経営者、政治家。衆議院議員、山梨県東八代郡境川村長。

## 経歴
甲斐国八代郡小黒坂村（山梨県東八代郡五成村、境川村を経て現笛吹市境川町小黒坂）で、宇佐美太兵衛の長男として生まれる。漢学、英学を学んだ。1879年（明治12年）家督を相続し農業を営む。
1891年（明治24年）郡制施行後の初代東八代郡会議員に選出された。1899年（明治32年）山梨県会議員に当選し2期在任。その他、境川村長（5期）、境川村会議員、所得税調査委員、地方森林会議員、山梨県農会代表員、山梨山林会副会長、大日本山林会評議員、日本赤十字社特別社員などを務めた。
1914年（大正3年）11月25日、手塚正次の辞職に伴う第11回衆議院議員総選挙山梨県郡部補欠選挙に山梨同志会から出馬して当選し、立憲同志会に所属して衆議院議員に1期在任した。その後、立憲民政党山梨支部顧問を務めた。